# Meister-Eckhart-Preis
Der Meister-Eckhart-Preis ist ein von der Identity Foundation gestifteter deutscher Wissenschaftspreis, der seit 2001 verliehen wird, seit 2007 gemeinsam mit der Universität zu Köln.
Der mit 50.000 Euro dotierte Preis ist nach dem bedeutenden Theologen und Philosophen Meister Eckhart (~1260–1328) benannt und wurde in der Regel alle zwei Jahre verliehen, zuletzt 2014.
Mit der Vergabe des Meister-Eckhart-Preises sollen Personen geehrt werden, die sich „in ihren Arbeiten existenzielle Fragen der persönlichen, sozialen und interkulturellen Identität aufgreifen und durch ihr Wirken einen breiten öffentlichen und internationalen Diskurs beleben“.

## Preisträger
- 2001: Richard Rorty, amerikanischer Philosoph (Laudator: Jürgen Habermas)
- 2003: Claude Lévi-Strauss, französischer Ethnologe und Anthropologe (Laudator: Werner Spies)
- 2005: Ernst Tugendhat, deutscher Philosoph (Laudator: Jan Philipp Reemtsma)
- 2007: Amartya Sen, indischer Wirtschaftswissenschaftler und Nobelpreisträger (Laudator: Carl Christian von Weizsäcker)
- 2009: Amitai Etzioni, amerikanisch-israelischer Soziologe (Laudator: Axel Honneth)
- 2012: Michel Serres, französischer Philosoph (Laudatorin: Petra Gehring)
- 2014: Seyla Benhabib, US-amerikanische politische Philosophin (Laudator: Rainer Forst)

## Identity Foundation
Die Identity Foundation ist eine 1998 vom damaligen Ehepaar Margret und Paul J. Kohtes, den Gründern der Public-Relations-Agentur Kohtes&Klewes (heute Ketchum GmbH) ins Leben gerufene Stiftung. Vorstand der Stiftung sind Paul J. Kohtes (Vorsitzender) und Ulrich Freiesleben. Die Stiftung „steht für einen weltzugewandten Blick auf das Menschsein und betrachtet Fragen der Identität unter dem Blickwinkel der Potentialentwicklung und der Wechselseitigkeit von individueller Entfaltung und gesellschaftlicher Zukunftsfähigkeit.“